# 村瀨幸子
村瀨 幸子（日语：むらせ さちこ，1905年3月21日—1993年10月9日）是日本女演員。她於1931年至1991年之間總共演出了多過60部電影。

## 主要演出
- 座頭市兇狀旅（1963年）
- 人間的約束（1986年）
- 八月狂想曲（1991年）

## 外部連結
- 村瀨幸子在互联网电影资料库（IMDb）上的資料（英文）